# Agonopterix quadripunctata
Agonopterix quadripunctata is een vlinder uit de familie grasmineermotten (Elachistidae). De wetenschappelijke naam is voor het eerst geldig gepubliceerd in 1857 door Wocke.
De soort komt voor in Europa.